# Eupithecia affinitata
Eupithecia affinitata är en fjärilsart som beskrevs av J. Peter Maassen 1890. Eupithecia affinitata ingår i släktet Eupithecia och familjen mätare. Inga underarter finns listade i Catalogue of Life.